# キエラン・マルミオン
キエラン・マルミオン（Kieran Marmion、1992年2月11日 - ）は、プレミアシップブリストル・ベアーズに所属するラグビー選手。

## プロフィール
- イングランド・バーキング出身[1]。
- ポジションはスクラムハーフ(SH)。
- 身長 178cm、体重 83kg
- U20アイルランド代表に選ばれたことがある[2]。
- アイルランド代表キャップは28（2021年1月現在）。

## 略歴
2012年、コナートに加入。 
2023年、ブリストル・ベアーズに加入。 